# Еллефельд
Еллефельд (нім. Ellefeld) — громада в Німеччині, розташована в землі Саксонія. Входить до складу району Фогтланд.
Площа — 4,55 км2. Населення становить 2529 ос. (станом на 31 грудня 2020).